# Adam Adami
Pour les articles homonymes, voir Adami.
Adam Adami, (né en 1610 à Mulheim, aujourd'hui faubourg de Cologne, alors dans le duché de Berg et mort en 1665) est un moine bénédictin allemand, du XVIIe siècle, historien, qui publie des ouvrages sur l'histoire de son époque et qui est reçu le titre d'évêque d'Hiérapolis (de).

## Biographie

Adam Adami.

Adam Adami fait profession à l'abbaye de Brauweiler (Pulheim), de la Congrégation de Bursfelde. Il est recteur du collège des bénédictins à Cologne, prieur de l'abbaye Saint-Jacques de Mayence, puis de Murrhart (de) en Souabe, et abbé de Huysburg (en).
L'empereur Ferdinand III, après la victoire remportée sur les Protestants, l'emploie pour faire rentrer dans les mains des Catholiques les biens qui leur ont été enlevés. En 1643, les abbés du duché de Wurtemberg le chargent de leurs intérêts au congrès assemblé pour le traité de Westphalie.
Au cours d'un voyage qu'il fait à Rome, où l'électeur de Cologne Maximilien-Henri de Bavière l'envoie pour demander le pallium, il plait au cardinal Chigi[Lequel ?], qui le fait nommer évêque d'Hiérapolis (de). En 1652, il est évêque auxiliaire de Hildesheim, un des évêchés tenus par l'électeur de Cologne.
Il meurt en 1665, âgé seulement de cinquante-trois ans.

## Œuvres
On possède de lui une histoire estimée du traité de Westphalie, intitulée : Arcana pads Westphalia, Francfort-sur-le-Main, 1695, in-4°. Jean Godefroi la fit réimprimer sous le titre suivant : Adami hierapolitani histórica relatio de pacificatione Osnabrugo-monasteriensi, 1737.
Il préparait l'histoire de sa congrégation; mais ses occupations ne lui permirent pas de l'achever.

## Sources
- François-Xavier Feller: Dictionnaire historique ou Biographie universelle des hommes qui se sont fait un nom par leur génie, leurs talents, leurs vertus, leurs erreurs ou leurs crimes, depuis le commencement du monde jusqu'à nos jours, E. Houdaille, 1836